# Oakdale (Tennessee)
Oakdale es un pueblo ubicado en el condado de Morgan en el estado estadounidense de Tennessee. En el Censo de 2010 tenía una población de 212 habitantes y una densidad poblacional de 95,74 personas por km².

## Geografía
Oakdale se encuentra ubicado en las coordenadas 35°59′34″N 84°33′24″O / 35.99278, -84.55667. Según la Oficina del Censo de los Estados Unidos, Oakdale tiene una superficie total de 2.21 km², de la cual 2.16 km² corresponden a tierra firme y (2.57%) 0.06 km² es agua.

## Demografía
Según el censo de 2010, había 212 personas residiendo en Oakdale. La densidad de población era de 95,74 hab./km². De los 212 habitantes, Oakdale estaba compuesto por el 95.28% blancos, el 0% eran afroamericanos, el 0.47% eran amerindios, el 0.94% eran asiáticos, el 0.47% eran isleños del Pacífico, el 0% eran de otras razas y el 2.83% pertenecían a dos o más razas. Del total de la población el 1.42% eran hispanos o latinos de cualquier raza.